# مراد داداش‌اف
مراد داداش‌اف (انگلیسی: Murad Dadashov؛ زادهٔ ۲۱ دسامبر ۱۹۷۸) بازیگر، و تهیه‌کننده تلویزیونی اهل جمهوری آذربایجان است.
وی همچنین برندهٔ جوایزی همچون هنرمند خلق آذربایجان شده‌است.